# Млыновцы (Кременецкий район)
Млыновцы (укр. Млинівці) — село в Вишневецкой поселковой общине Кременецкого района Тернопольской области Украины
Код КОАТУУ — 6123485101. Население по переписи 2001 года составляло 430 человек.

## Географическое положение
Село Млыновцы находится на левом берегу реки Горынь,
выше по течению на расстоянии в 2 км расположено село Устечко,
ниже по течению на расстоянии в 1 км расположено село Бутин,
на противоположном берегу — село Бакоты.

## История
- 1423 год — дата основания.

## Объекты социальной сферы
- Школа I—II ст.
- Дом культуры.
- Фельдшерско-акушерский пункт.

## Достопримечательности
- Братская могила советских воинов.